# Warrens (Vermont)
Warrens es un gore ubicado en el condado de Essex en el estado estadounidense de Vermont. En el año 2010 tenía una población de 4 habitantes y una densidad poblacional de 0,13 personas por km².

## Geografía
Warners se encuentra ubicado en las coordenadas 44°55′00″N 71°53′00″O / 44.91667, -71.88333.